# Mont-le-Vignoble
Mont-le-Vignoble è un comune francese di 396 abitanti situato nel dipartimento della Meurthe e Mosella nella regione del Grand Est.

## Società

### Evoluzione demografica
Abitanti censiti